# Hausgenossenschaft (Münzwesen)
Eine Hausgenossenschaft war eine in einigen Münzstätten übliche Organisationsform des Kaufmannskapitals im Mittelalter.
Nicht immer konnte ein Münzherr das für Kurantmünzen notwendige Silber in eigenen Bergwerken fördern lassen. Das Silber beschafften dann die Hausgenossen (= zum Münzhaus gehörende Genossen) auf eigene Rechnung. Sie wurden dafür neben den Münzherren am Schlagschatz beteiligt.
Darüber hinaus wurden ihnen Privilegien zugebilligt:
- eigene Gerichtsbarkeit
- Monopol des Münzwechsels
- Befreiung von Abgaben.

Nachweislich bedienten sich die Münzstätten Augsburg, Bamberg, Basel, Erfurt, Goslar, Köln, Mainz, Öhringen, Regensburg, Speier (Speyer), Straßburg, Weißenburg, Wien, Worms und Würzburg einer Hausgenossenschaft. Die Anzahl der Hausgenossen schwankte dabei zwischen 12 (Augsburg) und 454 (Würzburg). Auch der Münzmeister gehörte der Hausgenossenschaft an; er stand an ihrer Spitze. Mit der Beaufsichtigung des Prägens (Hütens) war der Münzhüter (Hüter) betraut.  Nach einer Blütezeit im 12.–15. Jh. wurde  die Silberbeschaffung mehr und mehr von großen Handelshäusern wie den Fuggern und den Welsern übernommen.